# Спитхами
Спи́тхами (эст. Spithami), также Спи́тхамн (эст. Spithamn), ранее Шпитгам (рус. Шпитгамъ), Шпидгольм (рус. Шпидгольмъ) и Пы́ысаспеа (эст. Põõsaspea) — деревня в волости Ляэне-Нигула уезда Ляэнемаа, Эстония.
До административной реформы местных самоуправлений Эстонии 2017 года входила в состав волости Ноароотси (упразднена).

## География и описание
Расположена в к востоку от мыса Пыысаспеа, в 30 км к северу от уездного центра — города Хаапсалу. Высота над уровнем моря — 7 метров.
На территории деревни находится часть заповедника Ныва.
Климат умеренный. Официальный язык — эстонский. Почтовый индекс — 91220.

## Население
По переписи населения 2021 года, в Спитхами насчитывалось 8 жителей, из них 5 (62,5 %) — эстонцы.
По данным переписи населения 2011 года в деревне проживали 6 человек, из них 4 (66,7 %) — эстонцы.
Численность населения деревни Спитхами по данным переписей населения:
| Год  | 1959 | 1970 | 1979 | 1989 | 2000 | 2011 | 2021 |
| ---- | ---- | ---- | ---- | ---- | ---- | ---- | ---- |
| Чел. | 38   | ↗ 59 | ↘ 45 | ↘ 21 | ↘ 4  | ↗ 6  | ↗ 8  |

## История
В источниках 1514 года упоминаются Spithaven, Spithave, Spithaff, 1564 года — Spythave, 1565 года — Spiuthampn, Spithaven, 1798 года — Spiuthambre.
До того, как шведы обосновались на северо-западном побережье Эстонии, эстонцы использовали этот залив как место для рыболовства и порт и называли его эстонским названием Пыысаспеа (в 1922 году упоминается Põesapi). В настоящее время так называется выступающий на севере мыс. Не позднее 1344 года шведы основали здесь свою деревню (в 1514 году упоминается как Spithaven), которая стала отправной точкой для заселения ими Северо-Западной Эстонии.

Советский памятник Михаилу Козлову

Памятный камень на месте гибели Михаила Козлова

В советское время деревня относилась к рыболовецкому колхозу «Хаапсалу Калур».
В 1950-х годах на территории деревни был установлен памятник Михаилу Козлову, погибшему в сентябре 1951 года при защите государственной границы СССР (бывший объект культурного наследия; его лицевая сторона была повреждена в неизвестными лицами в неустановленное время) с надписью на русском языке «Михаил Матвеевич Козлов, рождения 1926 г., геройски погиб в бою при защите государственной границы СССР 3 сентября 1951 года» и посвящённый ему же памятный камень с надписью «В этом месте 3 IX 1951 героически погиб коммунист ст. лейтенант Козлов М. М.» (также бывший объект культурного наследия; плита с надписью удалена неизвестными в неустановленное время). Во время сильного лесного пожара в Вихтерпалу в 1951 году здесь была предпринята попытка высадки на берег вражеского десанта. В ходе перестрелки погиб советский офицер, старший лейтенант Михаил Козлов. В протоколе от 30 ноября 2022 года рабочая группа по советским памятникам при Госканцелярии Эстонии признала памятник Михаилу Козлову «красным монументом», подлежащим удалению из общественного пространства, а памятный камень без плиты с надписью — «нейтральным монументом», т. . не подлежащим демонтажу (см. Список советских военных памятников Эстонии).
В настоящее время Спитхами, как и соседние деревни Дирхами и Перакюла, является популярным местом для летнего отдыха, здесь есть множество гостевых домов и вилл.